# بطولة ويمبلدون 1999
هنا قائمة ببطولات ويمبلدون سنة 1999:

## الكبار

### فردي رجال
بيت سامبراس هزم  أندريه أغاسي 6-3 6-4 7-5

### فردي سيدات
ليندسي دافنبورت هزم  شتيفي غراف 6-4 7-5

### زوجي رجال
ماهيش بوباثي و لينادر بايز هزم  بول هارهويس و جاريد بالمر 6-7(10-12) 6-3 6-4 7-6(7-4)

### زوجي سيدات
ليندسي دافنبورت و كورينا موراريو هزم  ماريان دي سوارت و إيلينا تاتاركوفا 6-4 6-4

### زوجي مختلط
لينادر بايز و ليزا رايموند هزم  يوناس بورغمان و آنا كورنيكوفا 6-4 3-6 6-3

## الشباب

### فردي أولاد
يورغان ميلزر هزم  كريستيان بليس 7-6(9-7) 6-3

### فردي بنات
رودا تولاياجانوفا هزم  لينا كراسنوروتوسكايا 7-6(7-3) 6-4

### زوجي أولاد
غييرمو كوريا و ديفيد نالبانديان هزم  تودور أنيف و ياركو نييمينين 7-5 6-4

### زوجي بنات
داجا بيدانوفا و ماريا إيميليا سلاريناي هزم  تاتيانا بيريباينس و رودا تولاياجانوفا 6-1 2-6 6-2